# Фарго
Фарго (енгл. Fargo) највећи је град америчке савезне државе Северна Дакота. По попису из 2010. године има 105.549 становника.
Основан 1871. је центар југоисточног дела Северне Дакоте. Фарго је привредни, културни, образовни центар у коме се налази и Државни универзитет Северне Дакоте.
Град, у почетку (1870—1880) само успутна лука, бродова који су пловили Црвеном реком, се звао Централиа. Име је добио по Вилијаму Фаргоу, директору Северно пацифичке железнице, која је ту пролазила и допринела економском развоју. Надимак града је био „Капија запада“.
1893 је погођен великим пожаром, чије су последице биле да су се куће касније градиле од чврстих материјала.

## Демографија
По попису из 2010. године број становника је 105.549, што је 14.95 (16,5%) становника више него 2000. године.
|                   | 2010.            | 2000.           |
| Укупно            | 105 549 (100,0%) | 90 599 (100,0%) |
| Белци             | 93 889 (88,95%)  | 84 660 (93,44%) |
| Остали            | 3 363 (3,186%)   | 2 368 (2,614%)  |
| Азијати           | 3 137 (2,972%)   | 1 482 (1,636%)  |
| Афроамериканци    | 2 852 (2,702%)   | 922 (1,018%)    |
| Хиспаноамериканци | 2 308 (2,187%)   | 1 167 (1,288%)  |

## Партнерски градови
- Vimmerby Municipality